# Smithia venkobarowii
Smithia venkobarowii là một loài thực vật có hoa trong họ Đậu. Loài này được Gamble miêu tả khoa học đầu tiên.